# Andrei Iwanowitsch Wjasemski

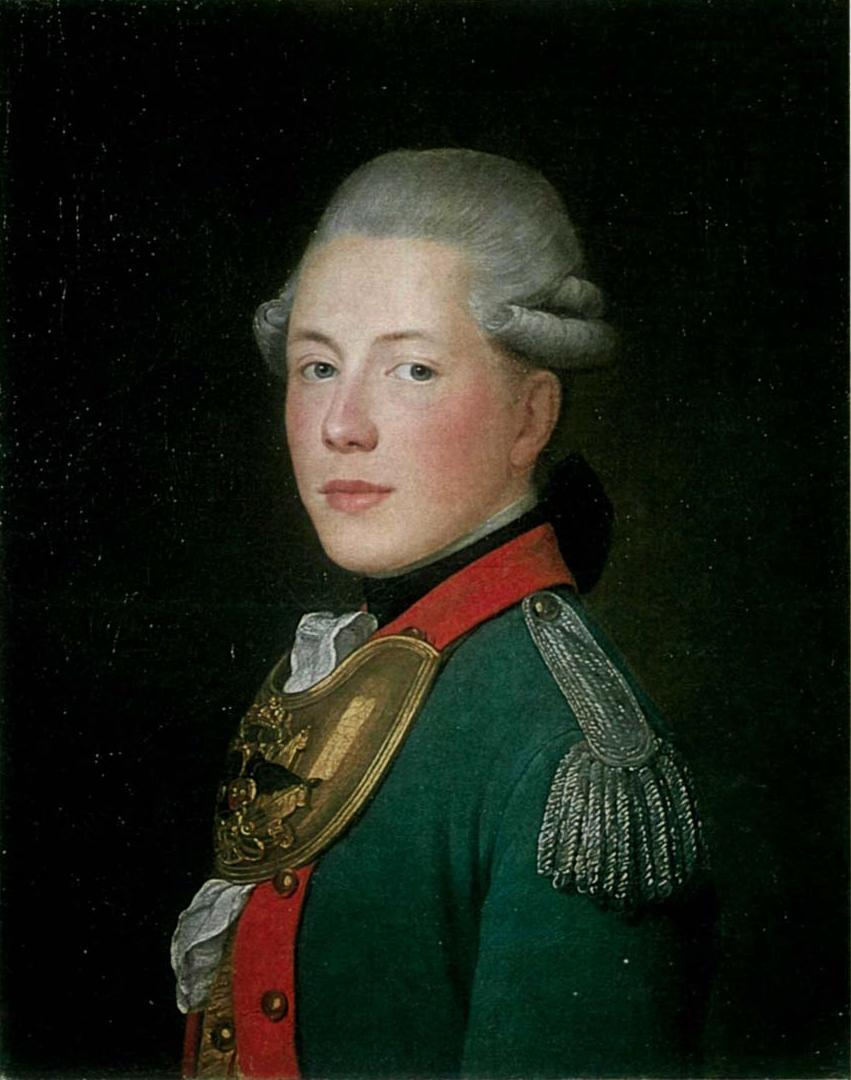
Andrei Iwanowitsch Wjasemski

Fürst Andrei Iwanowitsch Wjasemski (russisch Андрей Иванович Вяземский; wissenschaftliche Transliteration Andrej Ivanovič Vjazemskij, * 16. Oktober 1754; † 20. April 1807 in Moskau) war ein russischer Offizier und General.

## Leben
Er stammte aus dem alten ruridikischen Fürstengeschlecht Wjasemski. Seine Eltern waren Fürst Iwan Andrejewitsch Wjasemski (1722–1798) und Marija Sergejewna Dolgorukowa (1719–1786). Sein Urgroßvater Peter Pawlowitsch Schafirow (1669–1739) diente zeitweise unter Zar Peter I. als Vizekanzler. Andrei Iwanowitsch Wjasemski erhielt neben seiner Muttersprache Russisch Unterricht in Französisch, Latein, Englisch und Deutsch. Er begann seine Laufbahn als Feldwebel und wurde 1779 zum Generalmajor befördert. Von 1782 bis 1786 unternahm er eine Europareise. Nach 1797 zog er sich im Rang eines Generalleutnants aus dem Militär zurück. 1792 erwarb er das Gutshaus Ostafjewo bei Moskau, das er 1801 durch einen Neubau ersetzen ließ. Er war Besitzer einer bedeutenden Bibliothek, die mit ca. 5000 Bänden zu den größten Moskaus zählte. Sein Haus wurde in der Folgezeit zum Treffpunkt russischer Künstler und Philosophen. Er starb 1807 in Moskau und fand seine letzte Ruhestätte im Nowodewitschi-Kloster. Nach seinem Tod erbte das Gut Ostafjewo sein einziger Sohn.

## Familie

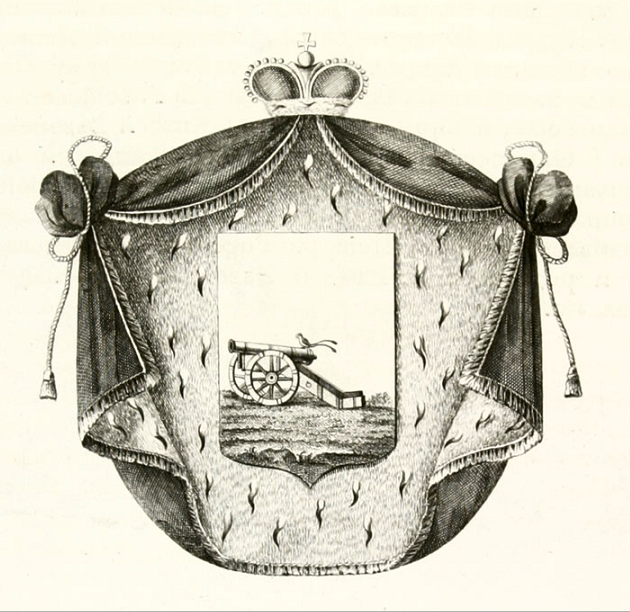
Familienwappen

Andrei Iwanowitsch Wjasemski war in zweiter Ehe mit der irischen Adligen Jenny Quinn O’Reilly (1762–1802), als Fürstengemahlin Jewgenija Iwanowna Wjasemskaja, verheiratet. Beider Sohn Pjotr Andrejewitsch Wjasemski (1792–1878) war eine der führenden Persönlichkeiten des Goldenen Zeitalters der russischen Literatur. Beider Tochter Jekaterina Andrejewna Wjasemskaja (1789–1810) heiratete 1809 den General der Infanterie Fürst Aleksei Grigorjewitsch Schtscherbatow (1776–1848), starb aber unerwartet während ihrer Schwangerschaft.

## Auszeichnungen
- Russischer Orden der Heiligen Anna
- Russischer Alexander-Newski-Orden